# Trykfaldssyge
Trykfaldssyge, også dekompressionssyge, bends og caissons syndrom eller mere populært dykkersyge, er en tilstand, der opstår, når man efter at have været under tryk i længere tid kommer tilbage til normalt tryk, og denne trykændring foregår for hurtigt.
Dette rammer primært dykkere.

## Trykfaldssygens opståen
Almindelig luft består af 21 % ilt, 78 % kvælstof (nitrogen) og forskellige andre luftarter. Når kroppen er under tryk, stiger partialtrykket af kvælstof også. Det forøgede kvælstofpartialtryk i indåndingsluften betyder, at kvælstofkoncentrationen i kroppens væv stiger.
Når trykket falder (under opstigning efter et dyk), vil kvælstofpartialtrykket også falde. Trykfaldet bevirker det i kroppens væv opløste kvælstof begynder at forlade kroppen igennem blodbanen og lungerne.
Begrænser dykkeren ikke opstigningshastigheden eller undlader at foretage de nødvendige dekompressionsstop, vil det kvælstof, der er på vej ud af kroppen i blodbanen, danne bobler. Disse bobler sætter sig i blodbanen og kroppens væv, og blokerer her for tilførslen af arterielt blod til kroppens væv.
Denne tilstand kaldes trykfaldssyge. Populært går tilstanden også under det lidt upræcise navn dykkersyge.
Behandles trykfaldssyge ikke, kan den medføre varige mén i form af hjerneskade og lammelse. I alvorlige tilfælde kan trykfaldssyge medføre døden.
Man undgår (som dykker) at få trykfaldssyge ved at gennemføre en kontrolleret (langsom) opstigning, der planlægges ved hjælp af en dykkercomputer eller en dykkertabel.
Man kan mindske risikoen for trykfaldssyge ved at indånde en særlig gas med lavere indhold af
kvælstof (fx nitrox - eller til dyb dykning; trimix) i stedet for almindeligt luft.

## Hindring af trykfaldssyge
Der er forskellige måder at undgå trykfaldssyge på. Disse er:
- Kontrolleret opstigning.

Ved at foretage en opstigning, der er tilpas langsom, får kroppen tid til at skille sig af med nitrogenen via udåndingen, så der ikke opstår større bobler af nitrogen i vævet. Ved dybere dyk kombineres den langsomme opstigning med deciderede stop på forskellige dybder. Disse stop kaldes dekompressionsstop.
- Nedsætning af nitrogenindholdet i indåndingsluften.

Koncentrationen af nitrogen, der ophobes i vævet, hænger sammen med partieltrykket af nitrogen i indåndingsgassen. Dette hænger igen sammen med, hvor stor andel af indåndingsgassen nitrogenen udgør. Hvis man erstatter nitrogen med en anden gas, vil kroppens væv optage mindre nitrogen, og risikoen for trykfaldssyge som følge af nitrogen vil falde. Typisk erstatter man nitrogenen med oxygen (nitrox), helium (heliox) eller både oxygen og helium (trimix).

## Historie
I år 1841 blev trykfaldssyge observeret for første gang. De første mennesker, der blev ramt af trykfaldssyge, var sænkekassearbejdere, der gravede tunneler i fugtig jord. For at forhindre vand i at trænge ind i tunnelerne havde man hævet trykket i tunnelerne. Arbejderne kom derved til at ophold sig igennem længere tid under et tryk, der var højere end det normale atmosfæretryk. Når arbejderne vendte tilbage til atmosfæretryk, fik de ofte smerter og andre symptomer på trykfaldssyge.
Senere opdagede man lignende symptomer hos dykkere, der havde dykket med komprimeret luft, og hos piloter, der havde fløjet højt i fly uden trykkabine.
Fælles for dem var, at de blev syge, efter at trykket omkring dem var faldet.
Symptomerne var ofte smerter i og omkring et led, især knæ, skuldre og hofter, og derfor betegnede man denne lidelse for The Bends, et udtryk, der stadig bliver brugt om trykfaldssyge i dag.
Så tidligt som i år 1650, da den første luftpumpe var blevet udviklet, gjorde den irske videnskabsmand Robert Boyle en interessant opdagelse, da han udsatte en slange for vakuum. Slangen vred sig i smerte, og Boyle opdagede, at der var opstået en boble i slangens øje. Også andre steder i slangens krop fandt Boyle bobler. Boyle konkluderede, at boblerne skyldtes den dekompression, slangen havde været udsat for.

## Typer af trykfaldssyge
Trykfaldssyge kan opdeles i to typer, den milde type I og den mere alvorlige type II.
Type I
Type I er den mildeste form for trykfaldssyge. Det er sjældent, at personer med type I bliver behandlet i et trykkammer.
Symptomer på type I trykfaldssyge:
- Hudkløe (også kaldet dykkerlopper).
- Træthed.
- Humørsvingninger.
- Let smerte, typisk omkring led.

Type II
Type II er den farligste form for trykfaldssyge. Ved type II er hjernen og centralnervesystemet berørt. Den eneste måde at behandle type II trykfaldssyge er med hyperbarisk oxygen i et trykkammer/behandlingskammer.
Symptomer på type II trykfaldssyge:
- Kraftig hoste.
- Udmattelse.
- Svimmelhed.
- Følelsesløshed på hud og lemmer.
- Stakåndethed.
- Smerte i brystkasse.
- Manglende kontrol over blære og tarm.
- Svaghed i muskler (besvær med at modstå træk/tryk i arme og ben).
- Synsforstyrrelser.
- Høreforstyrrelser/manglende hørelse.
- Hovedpine.
- Manglende evne til at udpege, hvor smerte er lokaliseret.
- Manglende evne til at udføre bevægelser synkront med højre og venstre side af kroppen.
- Svigtende balanceevne.
- Kramper.
- Bevidstløshed.
- Eventuelt død.

## Eksterne links
Trykkammerbehandling på Rigshospitalets Arkiveret 10. januar 2018 hos  Wayback Machine på rigshospitalet.dk